# Gondicaire
 (juin 2009).
Si vous disposez d'ouvrages ou d'articles de référence ou si vous connaissez des sites web de qualité traitant du thème abordé ici, merci de compléter l'article en donnant les références utiles à sa vérifiabilité et en les liant à la section « Notes et références ».
Gondicaire (Gundahar ou Gundicar ou Gonthaire) (385-437), fils de Gislahar, fut le premier roi des Burgondes de Gaule romaine de 413 à 437 (co-roi avec son fils Gondioc de 435 à 437).

## Biographie
Profitant de la faiblesse de l'Empire romain d'Occident, les Burgondes, à la suite des Vandales, franchissent le Rhin à Mogontiacum (Mayence) en 406 et s'introduisent en Gaule. Gondicaire est généralement considéré comme le fondateur, en 411 ou 413, du premier royaume burgonde avec le statut de fédéré, établi sur la rive gauche du Rhin, avec Worms/Alzey comme capitale. Il lutte tour à tour contre les Romains, les Suèves, les Alamans et les Huns.
Après vingt ans d'établissement autour de Worms, les Burgondes rompent le traité qui les lient avec Rome et s'étendent en Germanie première vers Strasbourg et Spire. Ils sont attaqués sur la rive droite du Rhin. Gondicaire est tué lors d'une bataille livrée contre des mercenaires huns à la solde du général en chef romain Aetius en 437. 
Cette sévère défaite sonne la fin du royaume burgonde de Worms, le peuple burgonde obtenant l'autorisation des autorités de l'empire pour migrer en Sapaudie (région de Genève) et devenir fédérés de l'armée romaine en 443. La bataille de Worms/Alzey est évoquée dans la légende des Nibelungen, où Gondicaire est l'époux de Brunehilde sous le nom de Gunther en Moyen haut allemand (ou Gunnar en Vieux norrois).

## Dans la culture
- J. R. R. Tolkien a rédigé une version de l'histoire de Sigurd en vers. Elle est parue en 2009 dans le livre posthume La Légende de Sigurd et Gudrún.
- La Chanson de Walther (ou Waltharilied, Walthari-Lied, Waltharius, chant de Walther d'Aquitaine) est une chanson de geste en hexamètres latins attribuée au moine Ekkehard Ier de Saint-Gall vers 930. Gunther y incarne curieusement un roi franc rhénan régnant à Worms et non un burgonde.